# Ruanda en los Juegos Paralímpicos de Tokio 2020
Ruanda estuvo representada en los Juegos Paralímpicos de Tokio 2020 por un total de catorce deportistas, trece mujeres y un hombre. El equipo paralímpico ruandés no obtuvo ninguna medalla en estos Juegos.